# Głuchy (obwód wołyński)
Głuchy (ukr. Глухи) – wieś na Ukrainie w rejonie kowelskim obwodu wołyńskiego.
Do 2020 w rejonie starowyżewskim.